# Travata ritmica

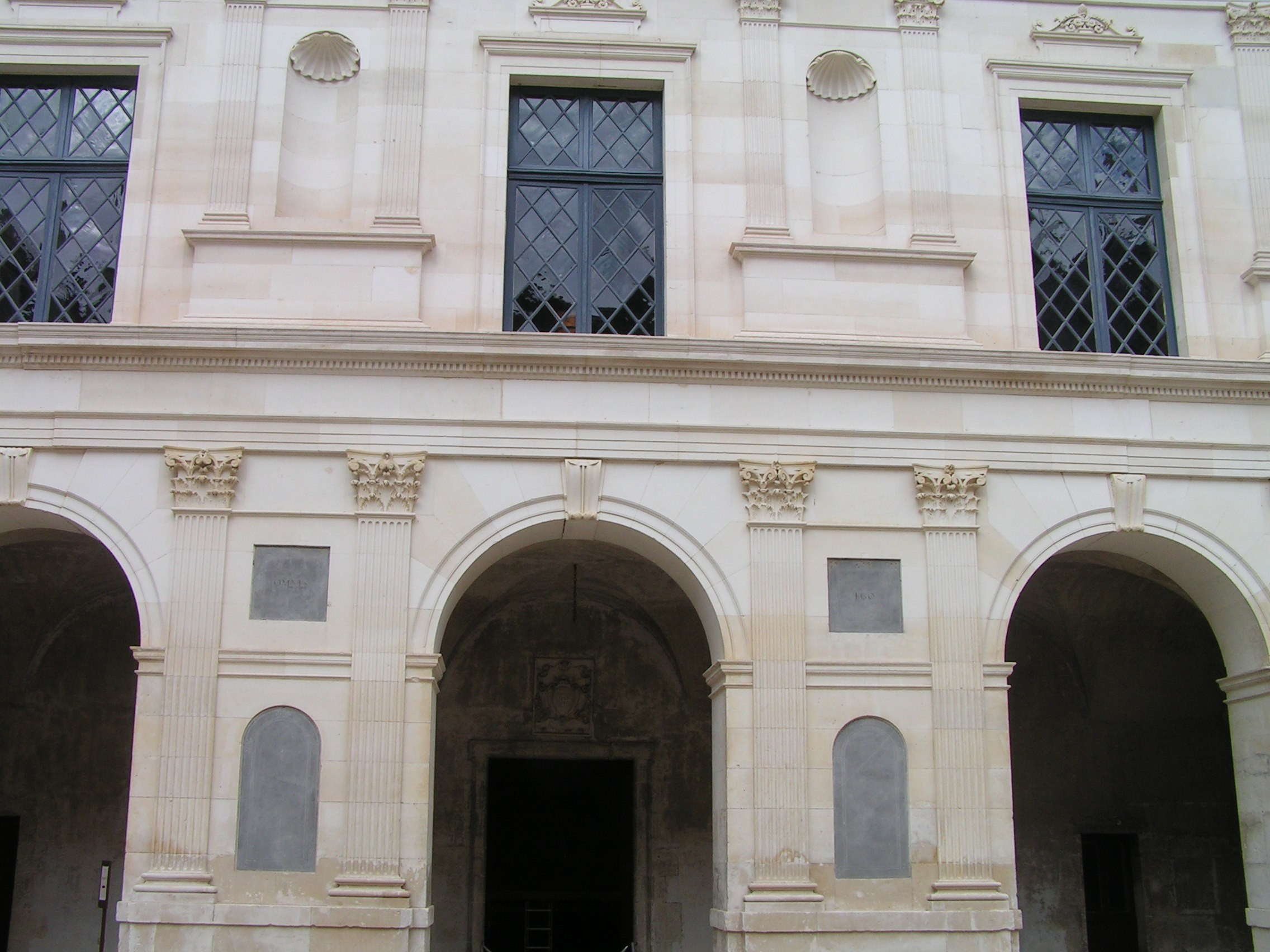
La travata ritmica al piano terra del cortile del castello di Ancy-le-Franc di Sebastiano Serlio

La travata ritmica è un elemento architettonico consistente in una particolare articolazione sulla parete muraria caratterizzata dall'alternanza di interassi stretti ed interassi larghi al cui interno si aprono archi. In tal modo sono presenti due ordini gerarchizzati di cui il minore sostiene l'arco, a sua volta inquadrato sotto la trabeazione dell'ordine maggiore; questo differenzia la travata ritmica dalla serliana che con un'alternanza simile prevede però un unico ordine.
L'interasse minore è spesso occupato da una nicchia, mentre altre volte manca l'arco sottordinato riducendosi la travata ritmica al succedersi di lesene o semicolonne binate.
Il primo a proporre tale elemento linguistico fu Leon Battista Alberti che lo progettò per la parete interna della basilica di San'Andrea, ripetendolo in forma monumentale per la facciata. 
La derivazione potrebbe essere desunta dalla conformazione di alcuni archi di trionfo romani ad un solo fornice.
Dopo Alberti fu utilizzata da Bramante nel Cortile del Belvedere e Sebastiano Serlio che nel suo trattato ne fa uno degli elementi del linguaggio architettonico manierista.